# Emílio Garrastazu Médici
Emílio Garrastazu Médici (Bagé, 4 de desembre de 1905 — Rio de Janeiro, 9 d'octubre de 1985) va ser un general i polític brasiler, president de Brasil entre 30 d'octubre de 1969 i 15 de març de 1974. La seva mare era una uruguaiana d'ascendència basca, de la ciutat de Paysandú, i el seu pare era d'origen italià.

## President de Brasil
El general Medici va donar suport al cop d'Estat de 1964 i després del triomf de la revolta va ser designat cap del 3r Exèrcit, unitat militar basada en Porto Alegre. Quan el general Artur da Costa e Silva va quedar incapacitat l'agost de 1969, la junta militar designada per exercir el comandament presidencial va realitzar una sèrie de consultes entre els caps de les forces armades per seleccionar un nou president, recaient l'elecció en Médici.
En la primera decisió del seu mandat, inaugurat el 30 d'octubre de 1969, Médici va sol·licitar la reobertura del Congrés Nacional, la qual cosa va aconseguir malgrat que gairebé un any abans el seu predecessor l'havia dissolt per la força. Malgrat aquest primer gest, Médici va consagrar la major part dels seus esforços a reprimir severament l'oposició d'esquerra contra el règim. Davant el sorgiment d'una guerrilla urbana insurgent al Brasil, Médici va ordenar recórrer a l'espionatge i la tortura per suprimir aquest moviment, amb ajuda d'un servei d'intel·ligència dirigit pel general Orlando Geisel (que havia aconseguit la mort del líder comunista Carlos Marighella en una emboscada policial). El reforçament de la repressió política durant el seu govern van fer conegut al període de Médici com els anys de plom de la dictadura.